# Veitongo FC
Der Veitongo Football Club ist ein Fußballklub aus Tonga, der in der Tonga Major League spielt, der höchsten nationalen Fußballliga. Der Verein konnte bislang neun Mal die Meisterschaft gewinnen, zuletzt 2023. Sie nahmen dreimal an der Qualifikationsphase zur OFC Champions League teil, konnte sich aber nie für die Hauptrunde qualifizieren.

## Erfolge
- Tonga Major League (9): 1971/72, 1978, 2015, 2016, 2017, 2019, 2021, 2022, 2023[2]